# Gas Gas
Gas Gas é uma fabricante de motocicletas da Catalunha, especializada em motocicletas fora de estrada.
A empresa surgiu em 1985 da falência de outra fabricante, a Bultaco. Sua sede localiza-se em Salt, Catalunha.

## Brasil
A Gas Gas, que é representada no Brasil desde 1994, onde o Grupo empresarial Celeghini de Belo Horizonte detém os direitos da marca no país.
Em 2012 no lançamento da Cami EC 250F, foi anunciado a construção de uma fábrica na cidade de Contagem, Minas Gerais, visando atender a demanda brasileira e do Mercosul.